# Lantejuela
Lantejuela ist eine Gemeinde in der Provinz Sevilla in Spanien mit 3.861 Einwohnern (Stand: 2024). Sie liegt in der Comarca Sierra Sud in Andalusien.

## Geografie
Die Gemeinde befindet sich innerhalb der Sierra Sud. Sie grenzt an die Gemeinden Écija, Marchena und Osuna.

## Geschichte
Die Region um Lantejuela ist der wahrscheinlichste Ort für die antike Schlacht von Munda. In der Römerzeit gab es hier eine Siedlung, deren Namen unbekannt ist. Nach der christlichen Eroberung von Al-Andalus wurde das Gemeindegebiet an den Orden von Calatrava und später an den Grafen von Osuna übertragen, bis die Gutsherrschaft 1837 abgeschafft wurde. 1842 wurde Lantejuela (bis 2014 La Lantejuela genannt) zu einer unabhängigen Gemeinde. Davor war sie ein Weiler von Osuna.

## Wirtschaft
Wirtschaftlich ist die Landwirtschaft von hoher Bedeutung.

## Sehenswürdigkeiten
- Naturreservat Reserva Natural del Complejo Endorréico de la Lantejuela